# Жартиера
Жартиерата (на френски: jarretière) е част от женското бельо, която представлява приспособление за закрепване на дълги чорапи.
Ширината на жартиерите е от 2 до 3 сантиметра, изработени от кожа или здрав плат. Най-широко използвани са през XVIII – XX век. Носят се така, че да не позволяват смъкването на чорапите.
Днес функционалното значение на жартиерата е изчезнало, но някои жени продължават да ги носят най-вече по естетични причини или за сексуална привлекателност.
В чест на жартиерата е наречен един от най-старите в света рицарски ордени – Орден на жартиерата, създаден в Англия през 1348 г.
Жартиерата може да представлява и ластик във формата на кръг, който обхваща чорапа около бедрото.